# Bhama Srinivasan
Bhama Srinivasan (* 22. April 1935 in Madras) ist eine indisch-US-amerikanische Mathematikerin, die sich mit der Darstellungstheorie von Gruppen beschäftigt.

## Leben
Srinivasan studierte an der University of Madras und wurde 1960 bei J. A. Green an der University of Manchester über die von Richard Brauer eingeführten modularen Darstellungen promoviert (Problems of modular representations of finite groups). Danach war sie an der University of Keele, der University of British Columbia und am Ramanujan Institut der Universität Madras. 1970 bis 1979 lehrte sie an der Clark University in den USA, bevor sie 1980 Professor an der University of Illinois in Chicago wurde. 1977 wurde sie US-Staatsbürgerin. Von 1981 bis 1983 war sie Präsidentin der Association for Women in Mathematics.

## Wirken
Sie untersuchte Darstellungen endlicher reduzibler Gruppe, insbesondere in Anschluss an die Umwälzung des Gebiets (mit Methoden der algebraischen Geometrie) in den 1970er Jahren durch George Lusztig l-modulare Darstellungen endlicher klassischer Gruppen. Sie untersuchte auch Anwendungen der Darstellungstheorie endlicher Gruppen in der Kombinatorik etwa bei symmetrischen Funktionen. Teilweise arbeitete sie dabei mit Paul Fong.

## Auszeichnungen
Im Jahr 1990 war sie Noether Lecturer. Sie ist Fellow der American Mathematical Society.

## Schriften
- Representations of finite Chevalley groups. A survey, Lecture Notes in Mathematics, Band 764, Berlin, New York: Springer-Verlag, 1979
- mit Paul Fong The blocks of finite general linear and unitary groups, Inventiones Mathematicae, Band 69, 1982, S. 109–115